# 椛島誠一郎
椛島 誠一郎（かばしま せいいちろう、1986年 - ）は、日本の実業家。現在は、オリジナルラボ株式会社の代表取締役社長 、合同会社SNAPLACEの創業者兼共同代表、メディアエクイティ株式会社の代表取締役社長を務める。

## 人物
大阪大学、大阪大学大学院でコンピュータ・サイエンスを専攻（研究は医療画像処理、副専攻は金融工学）し、卒業後はSMBC日興証券の投資銀行部門採用にてエクイティ・キャピタル・マーケット部に就職。米シティ・グループでのニューヨーク研修を経て、上場企業の株式資金調達の提案・執行や優先株を活用したM&A案件、IPO案件の執行などに携わる。2014年11月以降から現在も、IT企業にて取締役として、経営企画、マーケティング、財務、M&A等に携わる。2016年3月、合同会社SNAPLACEを共同創業。2019年5月、メディアエクイティ株式会社を創業。

## 経歴
- 2005年
  - 4月 大阪大学　基礎工学部情報科学科ソフトウェア科学コースに入学
- 2009年
  - 3月 大阪大学　基礎工学部情報科学科ソフトウェア科学コースを卒業
  - 4月 大阪大学大学院　情報科学研究科コンピューターサイエンス 専攻
- 2011年
  - 3月 大阪大学大学院　情報科学研究科コンピューターサイエンスを修了
  - 4月 SMBC日興証券株式会社 投資銀行部門 資本市場本部 エクイティキャピタルマーケット部へ部門指定入社
  - ?月 米シティグループで研修
- 2014年
  - 11月 SMBC日興証券株式会社を退社
  - 11月 オリジナルラボ株式会社 取締役　就任
- 2016年
  - 3月 合同会社SNAPLACE　創業
- 2018年
  - 12月 オリジナルラボ株式会社　代表取締役　就任
- 2019年
  - 5月 メディアエクイティ株式会社　創業　代表取締役　就任